# Oospila ruboris
Oospila ruboris är en fjärilsart som beskrevs av Louis Beethoven Prout 1932. Oospila ruboris ingår i släktet Oospila och familjen mätare. Inga underarter finns listade i Catalogue of Life.